# L'Aveuglement de Samson
L'Aveuglement de Samson est une peinture d'histoire réalisée par l'artiste néerlandais Rembrandt en 1636. Cette peinture à l'huile de 205 × 272 cm représente l'aveuglement de Samson par les Philistins et constitue l'une des plus importantes œuvres de Rembrandt. Le tableau est conservé au musée Städel à Francfort-sur-le-Main, en Allemagne.
Le tableau est le premier du genre dans la tradition picturale. Aucun autre artiste à l'époque n'avait peint ce moment narratif spécifique. Quelques années plus tôt, en 1629-1630, Rembrandt avait déjà réalisé un tableau sur le thème de Samson et Dalila.

## Histoire
Le tableau est un cadeau offert par Rembrandt à la Maison d'Orange-Nassau via son secrétaire Constantijn Huygens, pour s'excuser du retard qu'il a pris dans l'exécution des peintures représentant la Passion. Il est ensuite acquis par Frédéric-Charles de Schönborn-Buchheim, qui le conserve au Palais Schönborn-Batthyány de Vienne (Autriche), où il reste jusqu'en 1905, date de son acquisition par le musée Städel. Le directeur du Städel, Ludwig Justi, a acheté L'Aveuglement de Samson à la famille de Schönborn. Cet achat n'a pas été sans controverse à Francfort en raison de la brutalité de la représentation. Le prix élevé de 336 000 marks a été relevé par l'association du musée, la ville et des donateurs privés.

## Thème
Sujet biblique de l'Ancien Testament du Livre des Juges 13-16, Samson est un héros qui avec l'aide de Dieu, qui l'a doté d'une force physique extraordinaire, combat les Philistins au nom du peuple d'Israël. Il conserve cette force particulière lorsqu'il respecte trois conditions, comme ne pas se couper la barbe et les cheveux.  
Samson se laisse entraîner par la rusée Philistine Dalila, qui lui arrache le secret de son invincibilité. Elle le livre aux princes philistins contre rémunération. Après l'avoir bercé pour qu'il s'endorme sur ses genoux, elle lui rase sept mèches de cheveux de sa tête pendant son sommeil, le privant de sa force et du secours de Dieu. Lorsqu'il se réveille, les Philistins le saisissent, lui crèvent les yeux et l'emmènent dans le désert. 
Plus tard, il est emmené au temple de Dagon pour divertir le peuple lors d'une fête de sacrifice. Là, il demande à Dieu - ses cheveux ont repoussé entre-temps - de lui redonner de la force. Lorsque Dieu accède à sa demande, il démolit les deux piliers du temple auxquels il est attaché, pour mourir avec des milliers de Philistins.

## Description

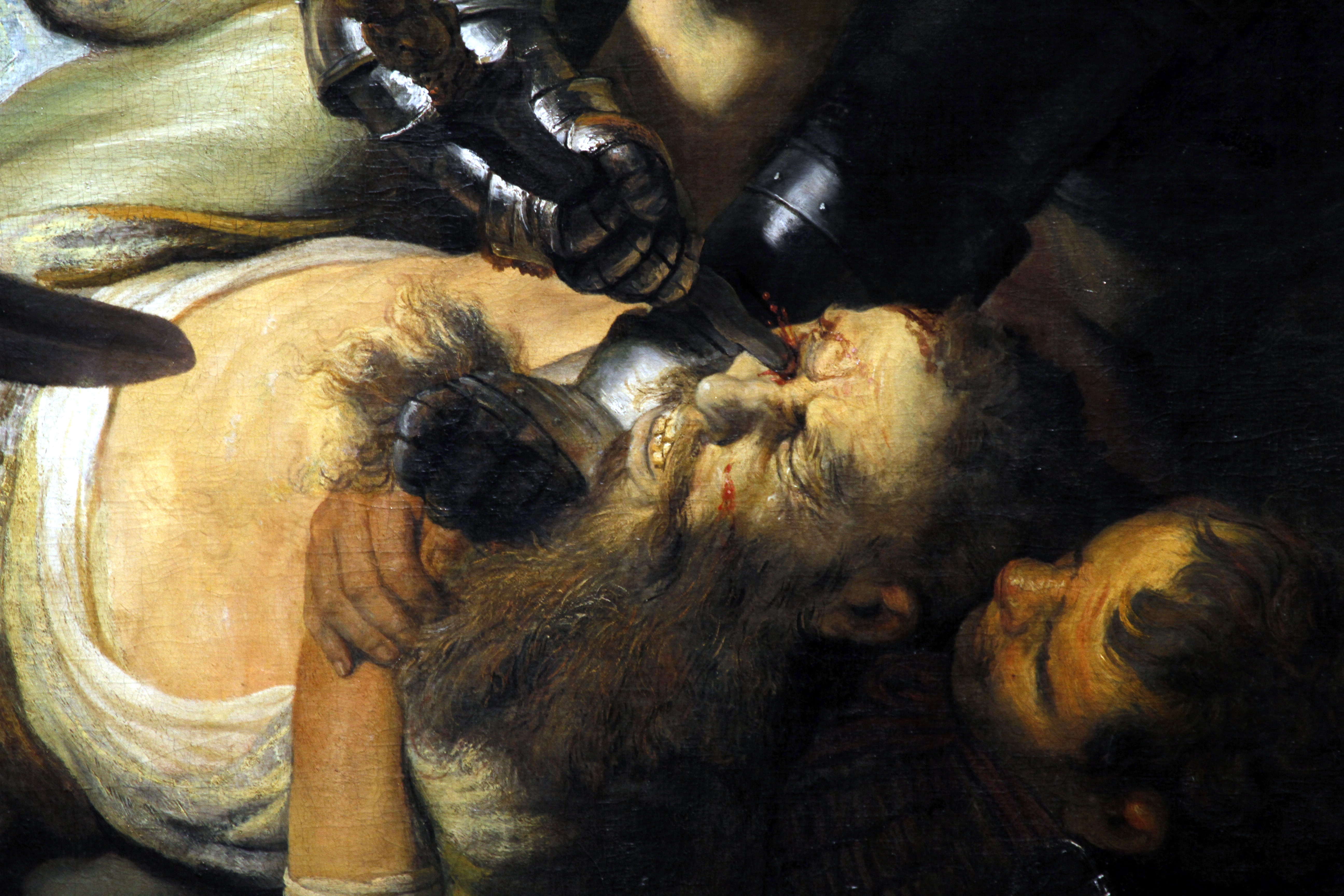
Détail.

La scène représentée suit le moment de la coupe des cheveux de Samson par Dalila. Ce moment de l'intrigue se répète dans le tableau avec Dalila représentée en arrière-plan fuyant avec une touffe de cheveux et des ciseaux à la main.
Rembrandt dépeint également différents aspects de l'intrigue avec les autres personnages. Après que ses cheveux aient été coupés, Samson a dû être plaqué au sol et ligoté avant que ses yeux ne soient arrachés : Rembrandt figure ce moment à travers les combattants, dont l'un entre en scène avec effroi, un autre maintient Samson au sol, un l'attache et un lui arrache les yeux. L'action immédiate de la peinture est le point culminant de l'histoire, l'aveuglement avec le couteau pénétrant et le sang jaillissant. L'arme qui poignarde ressemble à un kris indonésien. Le spectateur peut reconstituer l'intégralité de l'action via la peinture.

## Analyse

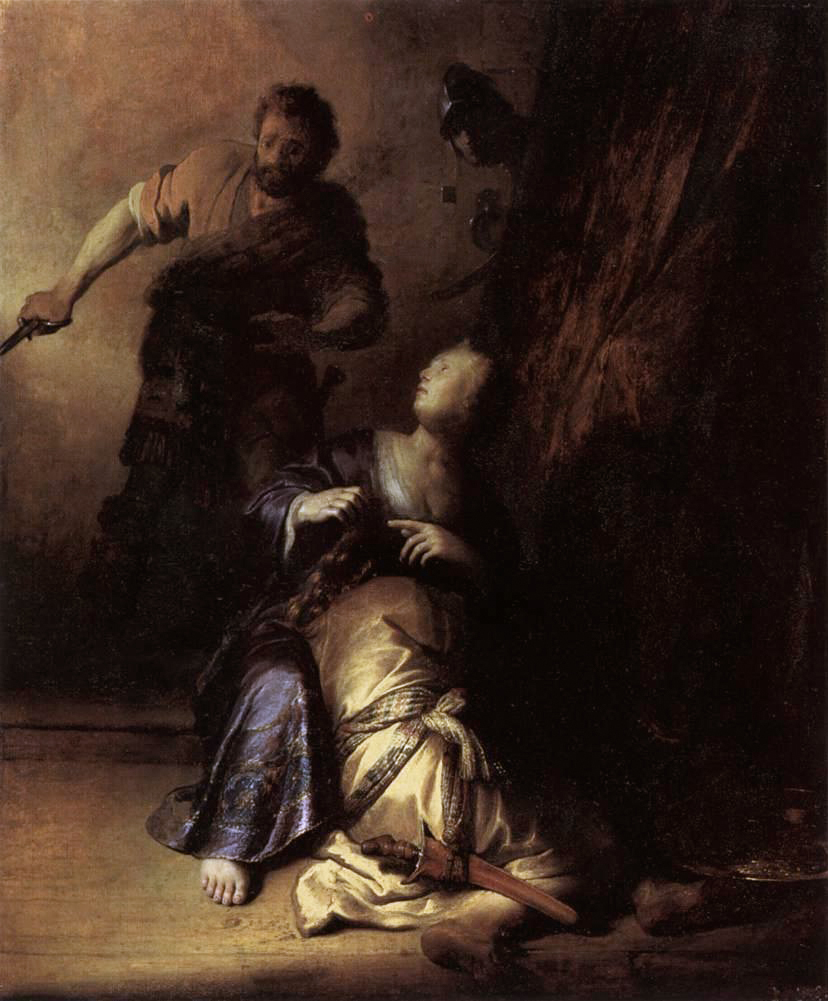
Rembrandt, Samson et Dalila, 1629-1630, Gemäldegalerie (Berlin).

La composition est dominée par des personnages qui se bousculent dans une grande agitation. Samson est vaincu et se débat comme une proie acculée. La douleur de l'œil arraché est représentée de manière extrêmement réaliste par sa posture : il se tord convulsivement, la jambe levée et les orteils recourbés par la douleur. Rembrandt dépeint la scène avec une cruauté brutale sans pareille. Il semble presque que représenter cette violence physique lui procure un plaisir personnel. L'accent est entièrement mis sur la douleur de Samson ; son intensité est renforcée par les réactions des protagonistes et des passants, qui dégagent une cruauté impitoyable.
L'effet dramatique fondamental de L'aveuglement de Samson est renforcé par l'utilisation caravagiste de la lumière. Le contraste entre le fond clair à gauche et le premier plan sombre sert de métaphore au destin de Samson : il plonge au sens propre et figuré de la lumière dans les ténèbres. La vue qui lui a permis de voir la beauté de Dalila lui a été enlevée pour toujours.
Dalila est souvent dépeinte dans l'histoire de l'art comme le prototype de la femme rusée ; elle symbolise la belle femme dont la ruse renverse un homme puissant. Rembrandt la montre avec insistance comme une femme basse, avec des ciseaux toujours dans une main et les mèches de Samson dans l'autre main, qu'elle tient contre la lumière. Elle regarde son humiliation d'un air triomphant ; il est impuissant, en proie à ses pulsions sexuelles.
Cela fait également référence au message moral du tableau, que Rembrandt a peut-être tiré du mythe de Tityos qui a été torturé dans l'Hadès en guise de punition pour sa luxure débridée, dont il connaissait l'histoire de l'œuvre de Carel van Mander.

## Offre à Huygens
Constantijn Huygens était secrétaire du stathouder Frédéric-Henri d'Orange-Nassau et négociait ses achats d'art. Dans les années 1630, il recommanda à ce titre plusieurs œuvres du Rembrandt encore jeune à la famille d'Orange-Nassau et le considéra plus ou moins comme sa découverte et son protégé. En 1639, Rembrandt offre à Huygens une toile qui, compte tenu des dimensions indiquées dans la lettre de présentation, doit très certainement être L'Aveuglement de Samson. Une question fréquemment posée est de savoir si Huygens a accepté le tableau. Deux indices permettent de supposer que ce n'est pas le cas : Rembrandt mentionne dans sa correspondance qu'il savait qu'il envoyait le tableau contre la volonté de Huygens et la peinture n'apparaît pas dans les abondantes sources contemporaines concernant Huygens. De plus, il a été suggéré que Huygens ne voulait pas accepter le cadeau parce qu'il craignait peut-être que Rembrandt s'attende à un retour financier pour un tableau aussi précieux, ou parce qu'il ne voulait pas se sentir obligé de continuer à promouvoir sa carrière.

## Postérité
Le tableau fait partie des « 105 œuvres décisives de la peinture occidentale » constituant le musée imaginaire de Michel Butor.